# Flugunfall bei Polska Nowa Wieś
Der Flugunfall bei Polska Nowa Wieś ereignete sich am 16. September 1984. An diesem Tag stürzte eine mit 25 Personen völlig überbesetzte und überladene Antonow An-2T kurz nach dem Start vom Flugplatz Opole-Polska Nowa Wieś ab. Bei dem Unfall kamen zwölf Personen ums Leben.

## Maschine
Bei der betroffenen Maschine handelte es sich um eine Antonow An-2T, die zum Zeitpunkt des Unfalls acht Jahre und fünf Monate alt war. Die Maschine wurde im Werk der PZL Mielec in Mielec, Volksrepublik Polen endmontiert, trug die Werksnummer 1G168-04 und die Modellseriennummer 168-04. Am 13. März 1976 wurde die Maschine mit dem Luftfahrzeugkennzeichen SP-AMK an den Aeroklub Polskiej Rzeczpospolitej Ludowej („Luftfahrtverein der Volksrepublik Polen“) ausgeliefert. Das einmotorige Zubringerflugzeug mit STOL-Eigenschaften war mit einem Neunzylinder-Sternmotor des Typs Schwezow ASch-62IR ausgerüstet.

## Insassen und Flugzweck
An diesem Tag sollte eine Flugschau durchgeführt werden, wobei Flüge mit der Antonow An-2 zu den Höhepunkten des Ereignisses gehören sollten. Für jeden Flug wurde etwa ein Dutzend Karten verkauft. Flugkapitän war Antoni Cepak.

## Unfallhergang

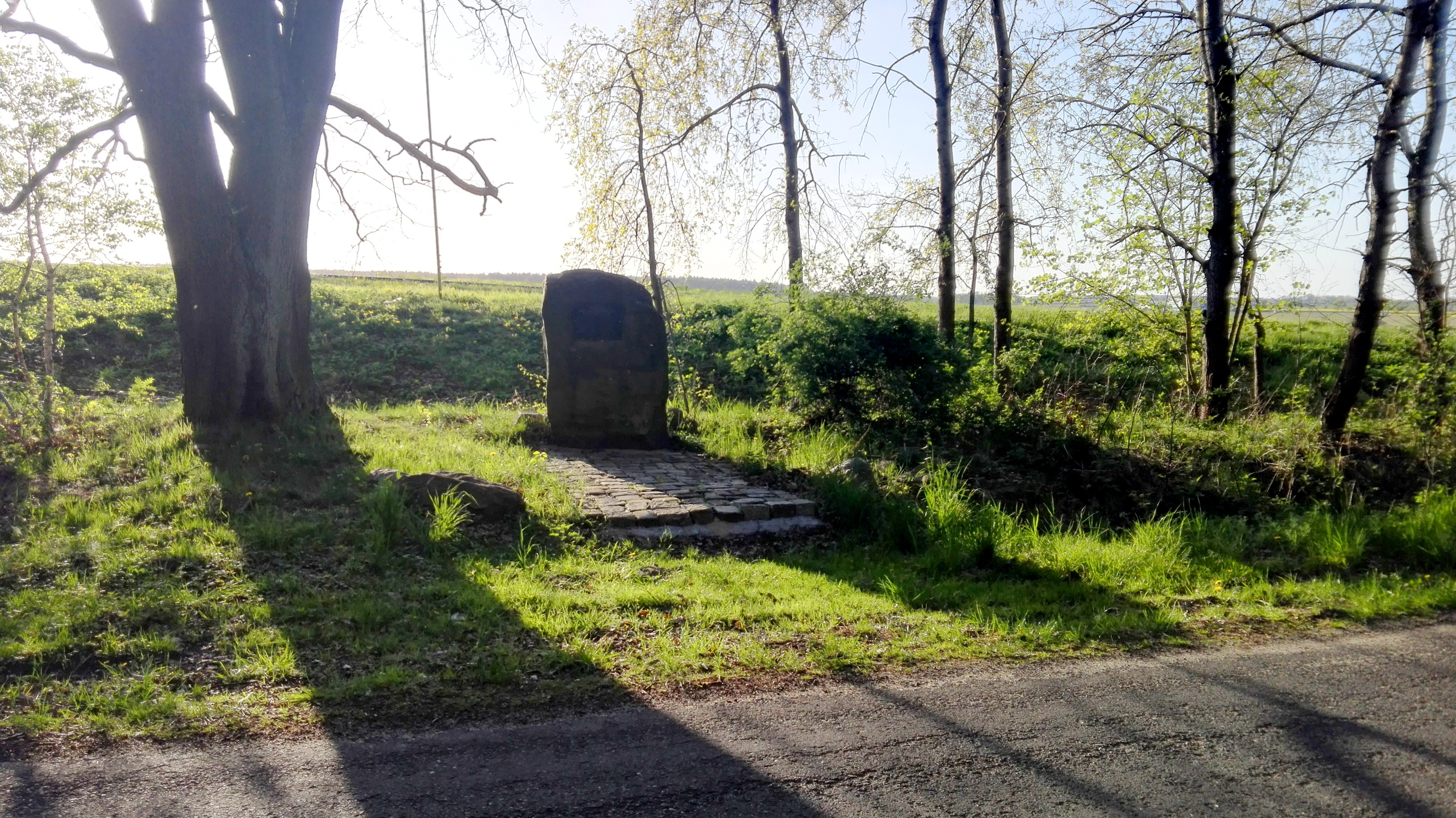
Gedenkstätte für die Opfer des Flugzeugabsturzes

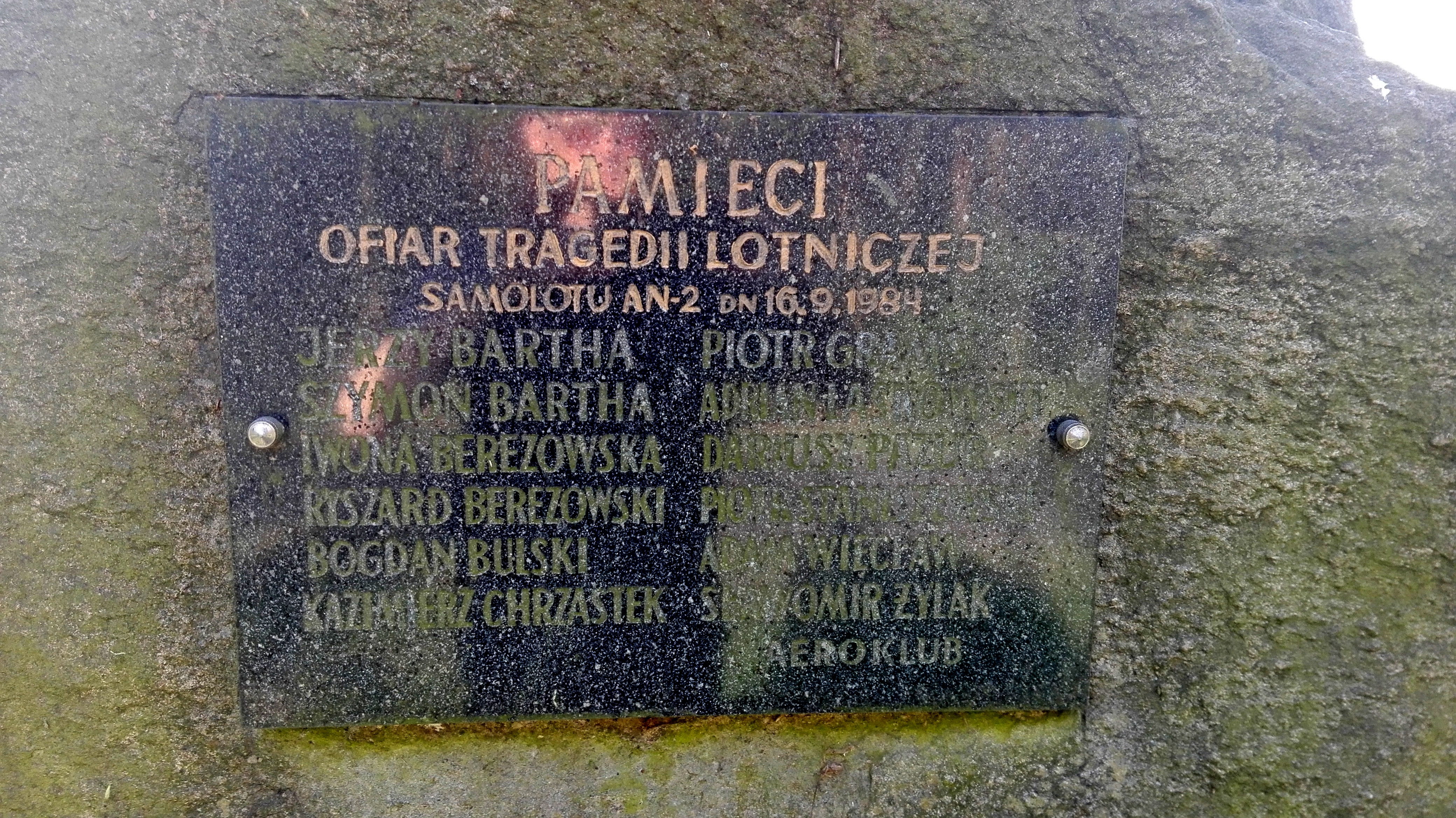
Gedenktafel für die Opfer des Flugzeugabsturzes

Während der Durchführung des Flugtages zeigten sich einige Probleme bei den Betriebsabläufen. Zum einen wurden keine Verantwortlichen bestimmt, die mit dem Boarding der Passagiere betraut gewesen wären, weshalb Mitglieder des Luftfahrtvereins wie Fallschirmspringer oder Segelflieger diese Rolle spontan übernahmen. Ein weiteres Problem bestand darin, dass außer den Passagieren, die eine Fahrkarte gekauft hatten, auch Angehörige der polnischen Volksarmee, die bei der Organisation des Flugtages mitgeholfen hatten, an Bord der Maschine gelassen wurden. Für die Armeeangehörigen waren keine Sitze an Bord, bei jedem Flug flog eine Handvoll von ihnen mit. Die Beförderung der Armeeangehörigen wurde von deren Vorgesetztem organisiert, der sich darauf mit der Leitung des Luftfahrtvereins verständigt hatte. Während bei den vorangegangenen Flügen jeweils mehrere Armeeangehörige an Bord der Maschine waren, war es bei dem letzten Flug ein gutes Dutzend von ihnen. Zeugenaussagen zufolge habe, nachdem alle Passagiere die Maschine bestiegen hatten, jemand die hintere Passagiertür geöffnet, den Zeigefinger auf die Lippen gelegt und die Soldaten in Unkenntnis des Flugkapitäns an Bord gelassen. Die Soldaten, die sich im hinteren Teil der Maschine befanden, wären nach dem Besteigen der Antonow in die Hocke gegangen. Die Maschine startete unter diesen Umständen überladen und mit einer fehlerhaften Lastverteilung. Als der Flugkapitän unmittelbar nach dem Abheben feststellte, dass die Maschine hecklastig war, rief er: „Alle Mann nach vorn!“, woraufhin die Soldaten sich in der Maschine nach vorne bewegten. Das Heck stieg daraufhin, aufgrund der geringen Flughöhe ging allerdings hierbei die Kontrolle über die Maschine verloren, welche mit der Flugzeugnase voraus zu Boden fiel. Der Flugkapitän, dem zu diesem Zeitpunkt bewusst wurde, dass eine Kollision unausweichlich war, ließ die Maschine daraufhin nach links rollen, damit diese mit der Tragfläche zuerst aufschlägt, wodurch Aufprallenergie abgefangen wird. Obwohl sich in den Tanks zum Zeitpunkt des Aufpralls 700 Liter Treibstoff befanden, kam es zu keiner Explosion.

## Rettungsaktion
Nach dem Absturz begaben sich Mitglieder des Luftfahrtvereins zur Absturzstelle und begannen, Verletzte aus dem Wrack zu bergen. Ewa Ostachowska, eine Studentin an der Medizinischen Universität Breslau, führte eine Triage durch. Gemäß einer späteren Stellungnahme des Rettungsdienstes habe ein Mangel an Personal und Krankenwagen die Versorgung der Verletzten erschwert. Dies sei auch deswegen der Fall gewesen, da sich der Unfall an einem Sonntag ereignet hatte. Letztlich wurden 21 Verletzte ins Krankenhaus eingeliefert. Insgesamt starben 12 Passagiere.

## Unfalluntersuchung
Der Flugplatz blieb nach dem Unfall wochenlang gesperrt. Während der Ermittlungen konnte festgestellt werden, dass es eine Vielzahl von Verantwortlichen für den Unfall gab. Die Hauptverantwortung wurde den Organisatoren der Veranstaltung gegeben, da sie den Flugleiter nicht darüber informiert hatten, dass zusätzliche Flugkapazitäten für Militärangehörige benötigt werden. Als der Befehlshaber der Armeeeinheit erfuhr, dass der durchzuführende Flug der letzte an diesem Tag sein sollte, schickte er seine Soldaten zur Maschine. Das für die Flugsicherheit verantwortliche Mitglied des Luftfahrtvereins ließ sich unter Druck setzen und bedachte nicht, dass die zusätzlichen Passagiere, denen keine Sitzplätze zur Verfügung standen, nach dem Start auf dem Kabinenboden nach hinten rutschen würden. Die Staatsanwaltschaft konnte letztlich jedoch keine konkreten Verantwortlichen ermitteln.